# Miconia submontana
Miconia submontana är en tvåhjärtbladig växt som beskrevs 1939 som Clidemia submontana av Joseph Nelson Rose och Henry Allan Gleason, men fick sitt nuvarande namn 2018 av Michelang. Arten placeras släktet Miconia och familjen Melastomataceae.
Den förekommer från västra och södra Mexiko till Guatemala, och växer främst i sässongsbundet torra tropiska habitat.